# Assaut (film)
Pour les articles homonymes, voir Assaut.
Pour plus de détails, voir Fiche technique et Distribution.
Assaut (Assault on Precinct 13) est un film d'action américain écrit et réalisé par John Carpenter, sorti en 1976.
Film indépendant, Assaut est le second long métrage du réalisateur, inspiré notamment de Rio Bravo pour son scénario. Il est tourné en vingt jours avec un budget de 100 000 $ et des acteurs expérimentés mais inconnus du grand public. Lors de sa sortie aux États-Unis, le 10 novembre 1976, Assaut rencontre un accueil critique mitigé et est un échec commercial. Cependant, lors de la première du film au festival du film de Londres en 1977, Assaut a fait l'objet de critiques extatiques, ce qui conduit à un succès critique et populaire en Europe,. Par la suite, il a obtenu le statut de film culte et a été réévalué comme étant l'un des meilleurs films d'action de son époque et de la carrière de Carpenter.
En 2005, Assaut a fait l'objet d'un remake, Assaut sur le central 13.

## Synopsis
Dans le quartier difficile d'Anderson à Los Angeles, le gang Street Thunder vient de dérober un stock d'armes à feu (pistolets et fusils). Quelques membres sont tués après sommation par la police durant une embuscade dans la nuit. En début d'après-midi, les chefs du gang font un pacte de sang, jurant de s'en prendre à la population et à la police. Au même moment, le lieutenant de police Ethan Bishop est chargé par son supérieur de se rendre au Central 13, commissariat de police situé dans Anderson, qui est sur le point d'être désaffecté et transféré dans un autre district. Les lieux sont occupés par un personnel réduit : Leigh, la secrétaire, Julie, la standardiste, et un autre policier, le sergent Chaney.
La journée s'annonce des plus tranquilles pour Bishop lorsqu'un car transportant des prisonniers, et parmi eux le célèbre Napoléon Wilson, rejoint le commissariat pour soigner un détenu malade. L'officier de police Starker, chargé de convoyer les détenus, lui demande l'hospitalité le temps d'appeler un médecin pour l'un des prisonniers. Bien qu'essayant en vain de le contraindre à se rendre dans un autre commissariat, Bishop accepte et place les criminels dans les cellules vides. La nuit tombée, un homme, Lawson, entre alors affolé au Central 13 : il est poursuivi par le gang dont il a tué un membre pour venger sa petite fille sauvagement assassinée alors qu'elle allait acheter une glace à un marchand ambulant, lui aussi abattu de sang-froid.
Peu après son arrivée, le commissariat se retrouve privé de téléphone et d'électricité. Starker décide de repartir avec les détenus dans le bus, mais à l'extérieur, ils sont accueillis par une pluie de balles tirées par les membres de Street Thunder, qui tuent les gardes, Starker et le prisonnier malade, alors que devant l'entrée du Central 13, Chaney, sorti pour prévenir de la panne, est également abattu par le gang avec des armes équipées de silencieux. Wilson et Wells, un autre détenu, sont les seuls survivants et sont récupérés par Bishop, qui les replace directement dans les cellules. Mais très vite, le commissariat se retrouve assiégé par le gang, qui tire sur les fenêtres, détruisant le mobilier et tuant Julie sur le coup. Face à la supériorité numérique des assiégeants, Bishop demande à Leigh de faire sortir Wilson et Wells de leurs cellules, qui vont aider le policier et la secrétaire à repousser les assaillants qui tentent d'entrer par les fenêtres, en les tuant avec les seules armes disponibles : deux fusils et deux revolvers.
Alors que les munitions viennent à manquer, le groupe de survivants essaie une autre option pour avertir la police : Wells est chargé de tenter une sortie en se faufilant dans les canalisations d'égout, mais à peine sorti, il est tué par le gang, qui efface toutes traces de la fusillade, afin d'éviter d'attirer l'attention. Bishop espère que les coups de feu ont été entendus, mais le quartier est trop peu peuplé à proximité du commissariat pour que les bruits de tir soient repérés.
Le gang se rassemble en masse pour un troisième assaut. Bishop et Wilson prennent avec eux Leigh et le père de la fillette, encore catatonique, les emmenant dans un coin étroit afin de les protéger le temps qu'ils peuvent. Le policier accroche une bonbonne d'acétylène et des fusées au magnésium sur un poteau devant l'entrée à quelques mètres de l'endroit où se trouve le reste du groupe. Au même moment, une patrouille de police, faisant une ronde dans le quartier désert, découvre le corps d'un employé des lignes téléphoniques et prévient leurs collègues.
Ayant réussi à entrer dans les lieux, le Street Thunder parvient à retrouver le petit groupe, qui essaie de les repousser, mais Bishop, éloigné du reste des survivants, parvient à tirer avec le fusil à lunette sur la bonbonne et les fusées, tuant une partie des criminels. Peu après, une poignée de voitures de polices alertées débarquent à temps devant l'ancien commissariat. Les forces de l'ordre sécurisent l'immeuble et trouvent les seuls rescapés - Bishop, Wilson, Leigh et Lawson. Bishop demande à Wilson de sortir avec lui, plutôt que d'être menotté, ce qu'il accepte.
La scène finale montre les deux hommes qui, malgré des parcours opposés, ont réussi à s'entendre et sortent ensemble du Central 13.

## Fiche technique
- Titre français : Assaut
- Titre original : Assault on Precinct 13
- Réalisation et scénario : John Carpenter
- Photographie : Douglas Knapp (en)
- Musique : John Carpenter
- Montage : John Carpenter (sous le pseudonyme de John T. Chance)
- Supervision de scénario et assistant monteur : Debra Hill
- Direction artistique : Tommy Lee Wallace
- Production : J. Stein Kaplan
- Production exécutive : Joseph Kaufman
- Sociétés de production : The CKK Corporation et Overseas FilmGroup (en)
- Sociétés de distribution : Turtle Releasing (États-Unis), Metropolitan Filmexport (France)
- Budget : 100 000 dollars[3],[4]
- Pays de production :  États-Unis
- Langue originale : anglais
- Format : couleur (Metrocolor) — 35 mm — 2,35:1 — son monophonique
- Genre : action, policier, thriller
- Durée : 91 minutes
- Dates de sortie[5] :
  - États-Unis : 5 novembre 1976
  - France : 5 juillet 1978
- Classification :
  - États-Unis : R - Restricted[n 1]
  - France : interdit aux moins de 12 ans[n 2]

## Distribution
- Austin Stoker (VF : Sady Rebbot)  : Ethan Bishop
- Darwin Joston (VF : Jacques Richard)  : Napoleon Wilson
- Martin West (en) (VF : Georges Claisse) : Lawson
- Laurie Zimmer (VF : Béatrice Delfe) : Leigh
- Nancy Kyes (VF : Dominique MacAvoy)  : Julie
- Tony Burton (VF : Tola Koukoui) : Wells
- Charles Cyphers (VF : Claude Bertrand) : Starker
- Henry Brandon : Chaney
- Kim Richards (VF : Sylviane Bressy) : Kathy
- Peter Bruni : le vendeur de glaces

Source et légende : version française (VF) sur AlloDoublage

## Production

### Développement
Alors que son précédent film, Dark Star, n'a pas garanti à John Carpenter une carrière de réalisateur, un investisseur de Philadelphie, la CKK Corporation, parie sur lui et met de l'argent pour un nouveau film d'exploitation. On lui donne alors libre cours pour faire le film qu'il désire. John Carpenter espère alors faire un western dans la veine de El Dorado et El Lobo. Mais le budget de 100 000 dollars l'interdisant, il refaçonne le scénario de base de Rio Bravo pour en faire une transposition moderne du film d'Howard Hawks, ce film faisant partie des modèles de John Carpenter. Dans son script à l'origine intitulé The Anderson Alamo, on retrouve ainsi l'idée de nombreux assiégeants contre une poignée d'assiégés décidés à survivre. Clin d'œil supplémentaire : le pseudonyme utilisé par Carpenter au montage (John T. Chance) est le nom du personnage interprété par John Wayne dans Rio Bravo.
Comme avec la plupart des antagonistes de Carpenter, le gang est dépeint comme une force qui possède des origines mystérieuses et des qualités presque surnaturelles. Les membres de gangs ne sont pas humanisés et sont donc représentés comme s'ils étaient des zombies ou des goules car aucun d'entre eux n'a de dialogue, et John Carpenter a reconnu l'influence de La Nuit des morts-vivants (1968), de George A. Romero, pour la représentation du gang dans le film.
John Carpenter épice par ailleurs le scénario d'une série de gags. Par exemple, le personnage de Leigh est une référence au personnage de Leigh Brackett dans Rio Bravo. Le jour et l'heure affichés dans le film furent utilisés pour avoir la sensation qu'il se rapproche d'un documentaire. Le gag récurrent où Wilson demande constamment « Gotta' smoke » (« Vous auriez pas une clope » dans la version française) a été inspiré des gags de cigarettes dans les westerns d'Howard Hawks.

### Attribution des rôles
John Carpenter réunit principalement des acteurs expérimentés, mais relativement inconnus. Les deux personnages principaux masculins sont confiés à Austin Stoker, qui est apparu dans La Bataille de la planète des singes (1973) et Sheba, Baby (en) et Darwin Joston, qui a travaillé principalement pour la télévision et qui était également le voisin de Carpenter à Hollywood Hills. Pour les seconds rôles, John Carpenter choisit les acteurs Charles Cyphers et Nancy Kyes, qui travailleront à plusieurs reprises avec lui.

### Tournage
Travaillant dans les limites d'un faible budget, Assaut est tourné en seulement vingt jours, en 1975, avec une Panavision 35 mm avec un format d'image 2.35:1. Les scènes à l'intérieur du commissariat de police furent tournés au Producers Studios, tandis que les plans extérieurs sont tournés au poste de police de Venice. Selon John Carpenter, Laurie Zimmer, qui incarnait Leigh, se « détestait » après avoir lu les critiques de sa performance dans les quotidiens, alors qu'il estimait qu'elle avait fait « un excellent travail »,.
La première scène où des membres du gang sont abattus par la police, a été tournée à l'université du Sud de la Californie (USC), où les acteurs eux-mêmes membres de l'USC, avaient, selon le réalisateur, beaucoup de plaisir à trouver des façons de jouer leur mort en répandant du sang sur eux-mêmes.

### Musique
Albums de John Carpenter
Dark Star
(1974) La Nuit des masques
(1978)
La bande originale est composée par John Carpenter lui-même. Il s'est inspiré de la musique de L'Inspecteur Harry de Lalo Schifrin et du titre Immigrant Song de Led Zeppelin.
Cette bande originale et principalement le thème Assault On Precinct 13 (Main Title) a inspiré de nombreux artistes par la suite, notamment dans la musique assistée par ordinateur. Ce thème a été samplé de nombreuses fois, pour les plus connus : le groupe trip hop Terranova dans le titre Bombing bastards, Bomb the Bass dans Megablast et encore Punk avec The Exploited dans Don't Blame Me. Afrika Bambaataa a également réalisé une version electro-funk de ce morceau, sur l'album Beware (The Funk Is Everywhere) sorti en 1986.
| 1.  | Assault On Precinct 13 (Main Title) |  |
| 2.  | Napoleon Wilson                     |  |
| 3.  | Street Thunder                      |  |
| 4.  | Precinct 9 - Division 13            |  |
| 5.  | Targets / Ice Cream Man On Edge     |  |
| 6.  | Wrong Flavour                       |  |
| 7.  | Emergency Stop                      |  |
| 8.  | Lawson's Revenge                    |  |
| 9.  | Sanctuary                           |  |
| 10. | Second Wave                         |  |
| 11. | The Windows!                        |  |
| 12. | Julie                               |  |
| 13. | Well's Flight                       |  |
| 14. | To The Basement                     |  |
| 15. | Walking Out                         |  |
| 16. | Assault On Precinct 13              |  |

## Sortie

### Distribution
Assaut a connu quelques problèmes avec la censure notamment due à une séquence : la Motion Picture Association of America a menacé de lui attribuer le classement X si la scène où une fillette est assassinée délibérément par un membre du gang devant le camion du marchand de glace n'était pas coupée. Suivant les conseils de son producteur, John Carpenter a coupé la scène dans la copie donnée à la MPAA afin d'être classé R (interdit aux moins de 17 ans), mais le film est distribué avec la scène gardée intacte,,. Le film a également connu les affres de la censure en France avec deux scènes supprimées du montage original : la première, au début du film, dans laquelle le gang fait un pacte de sang autour d'une caisse d'armes et la seconde, celle où la fille est atteinte par la balle. Ces deux scènes ne seront visibles en France qu'avec la sortie en vidéo du film.

### Accueil critique et commercial
À l'époque, Assaut rencontre sur le territoire américain des critiques mitigées et passe inaperçu lors de sa sortie en salles. Au Royaume-Uni, le film obtient cependant un énorme succès en grande partie parce que le public britannique a compris et apprécié les similitudes du film avec les westerns américains, alors que le public américain était trop familier avec le genre pour l'apprécier. Le film est un succès critique et public en Europe (en Italie, les recettes s'élèvent à 41 000 000 lires). En France, sorti deux ans après les États-Unis, le film totalise 133 566 entrées. Ressorti en 1979 à la suite du succès de La Nuit des masques, Assaut rapporte 11 748 $.
Aux États-Unis, il a fallu des années pour qu’Assaut connaisse un bon accueil, obtenant un pourcentage de 97 % sur le site Rotten Tomatoes et est considéré par Premiere comme l'un des films d'action les plus sous-estimés des années 1970 dans sa liste des 50 classiques méconnues de juillet 1999.
L'acteur Donald Pleasence, ayant tourné à plusieurs reprises avec Carpenter, dont il deviendra l'ami, a avoué au réalisateur que la principale raison pour laquelle il accepté le rôle du Dr. Samuel Loomis dans La Nuit des masques, c'est que sa fille Angela avait aimé Assaut. Le réalisateur Edgar Wright et l'acteur Simon Pegg sont des grands fans d’Assaut, considérant qu'il est en quelque sorte un film d'action dans un sens, car il a été la pré-évolution de ce genre.
Le public lui a également attribué des notes favorables, obtenant une note moyenne de 7,4⁄10 sur le site Internet Movie Database, basée sur plus de 14 900 votes, dont 187 commentaires

## Remakeet postérité
Ce film a fait l'objet d'un remake sorti en 2005 sous le nom Assaut sur le central 13 (Assault on Precinct 13) avec Ethan Hawke et Laurence Fishburne dont la réalisation est signée par le Français Jean-François Richet. Par ailleurs, il existe aussi un hommage français à ce film, Nid de guêpes (2002) de Florent Emilio-Siri.
Le thème du commissariat isolé, en voie d'être désaffecté, attaqué par une armée de gangsters et défendu par une poignée de policiers, est aussi repris dans le film français Les Insoumis de Claude-Michel Rome (2008).
Le septième épisode de la saison 28 de la série policière allemande Alerte Cobra, intitulé Une nuit pas si douce, est largement inspiré du scénario de ce film. Dans cet épisode se déroulant la veille de Noël, Sami Gerçan et son coéquipier Ben Jäger se lancent à la poursuite d'une voiture folle qui provoque un accident sur l'autoroute, impliquant notamment un fourgon pénitentiaire dont le moteur a été endommagé dans l'accident. Ben et Sami parviennent à interpeller le conducteur de cette voiture et proposent aux policiers responsables du fourgon de venir attendre un mécanicien, pour la réparation du fourgon, dans le commissariat de la brigade autoroutière. Par la suite un commando lourdement armé attaque le commissariat. Par ailleurs, un des prisonniers du fourgon, membre d'un gang de bikers, porte un tatouage au niveau du cou, sur lequel on peut lire "Precinct 13", qui peut apparaître comme une référence au titre original du film Assaut (Assault on Precinct 13).

## Vidéo
Assaut est édité en DVD en France dès novembre 2002 en version simple et en édition collector, reprenant la version censurée dans une copie à l'image qui n'est pas exempt de défauts, mais devra attendre le 10 février 2012 pour être réédité en DVD dans sa version intégrale avec un traitement vidéo plus acceptable, par l'éditeur Metropolitan Film & Vidéo.